# Saint-Christophe-en-Bazelle
Saint-Christophe-en-Bazelle je naselje in občina v osrednjem francoskem departmaju Indre regije Center. Leta 2009 je naselje imelo 378 prebivalcev.

## Geografija
Kraj leži v osrednji francoski pokrajini Berry 48 km severno od Châteaurouxa.

## Uprava
Saint-Christophe-en-Bazelle je sedež istoimenskega kantona, v katerega so poleg njegove vključene še občine Anjouin, Bagneux, Chabris, Dun-le-Poëlier, Menetou-sur-Nahon, Orville, Parpeçay, Poulaines, Sainte-Cécile, Sembleçay in Varennes-sur-Fouzon s 6.451 prebivalci.
Kanton Saint-Christophe-en-Bazelle je sestavni del okrožja Issoudun.

## Zanimivosti
- cerkev sv. Krištofa;

1. ↑  »Populations légales 2016«. Nacionalni inštitut za statistične in gospodarske raziskave. Pridobljeno 25. aprila 2019.